# NGC 785
NGC 785 est une galaxie lenticulaire située dans la constellation du Triangle. NGC 785 a été découverte par l'astronome français Édouard Stephan en 1876. Cette galaxie a aussi été observée par l'astronome américain Edward Barnard dans les années 1890 et elle a été ajoutée à l'Index Catalogue sous la désignation IC 1766.

## Caractéristiques
Sa vitesse par rapport au fond diffus cosmologique est de 4 730 ± 32 km/s, ce qui correspond à une distance de Hubble de 69,8 ± 4,9 Mpc (∼228 millions d'al).

## Groupe de NGC 777
NGC 785 fait partie du groupe de NGC 777. Ce groupe comprend au moins 14 galaxies, dont NGC 750, NGC 751, NGC 761, NGC 777, NGC 783 et NGC 789.